# Coberta NACA

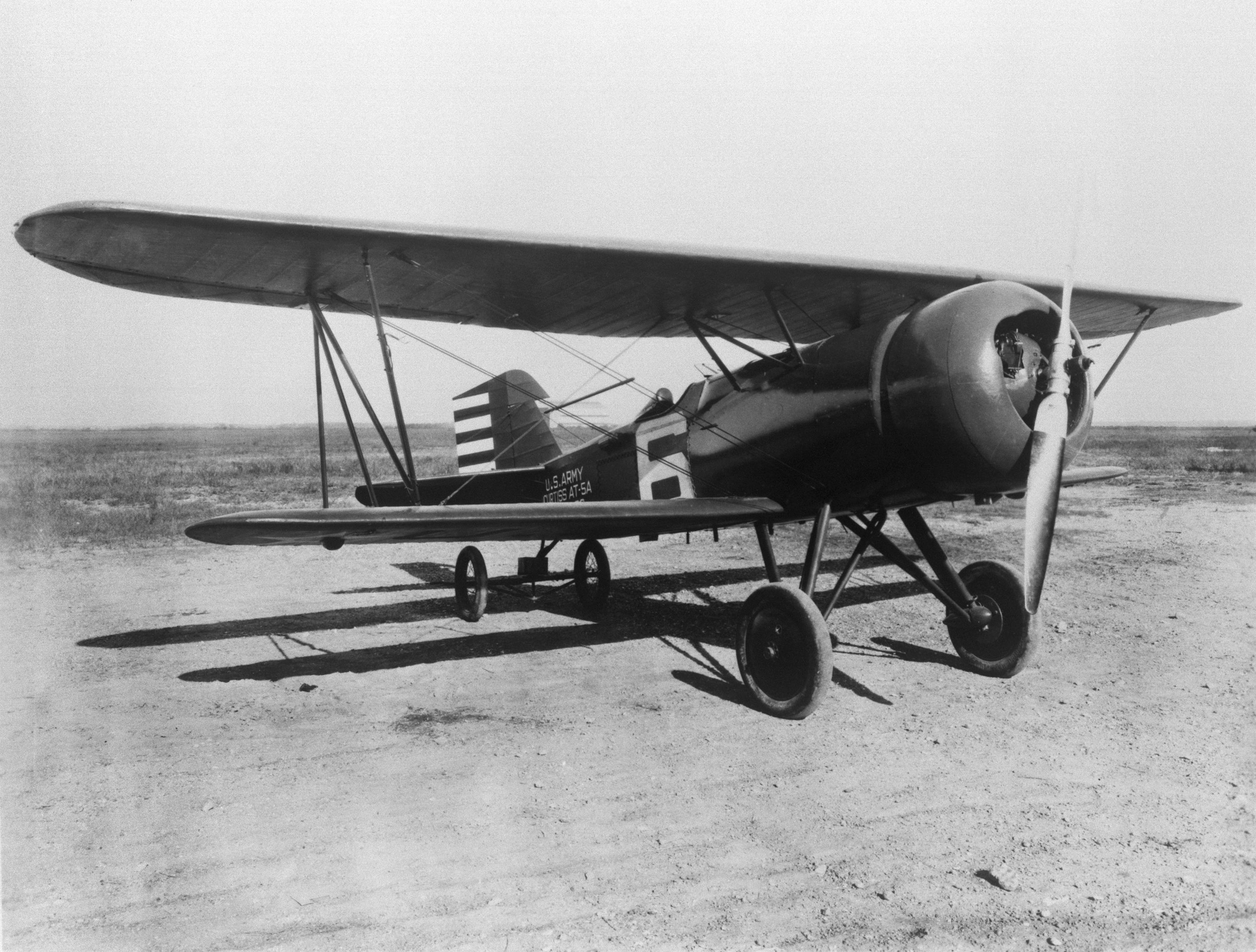
Un Curtiss AT-5A Hawk amb coberta NACA al Langley Memorial Aeronautical Laboratory, en octubre de 1928.

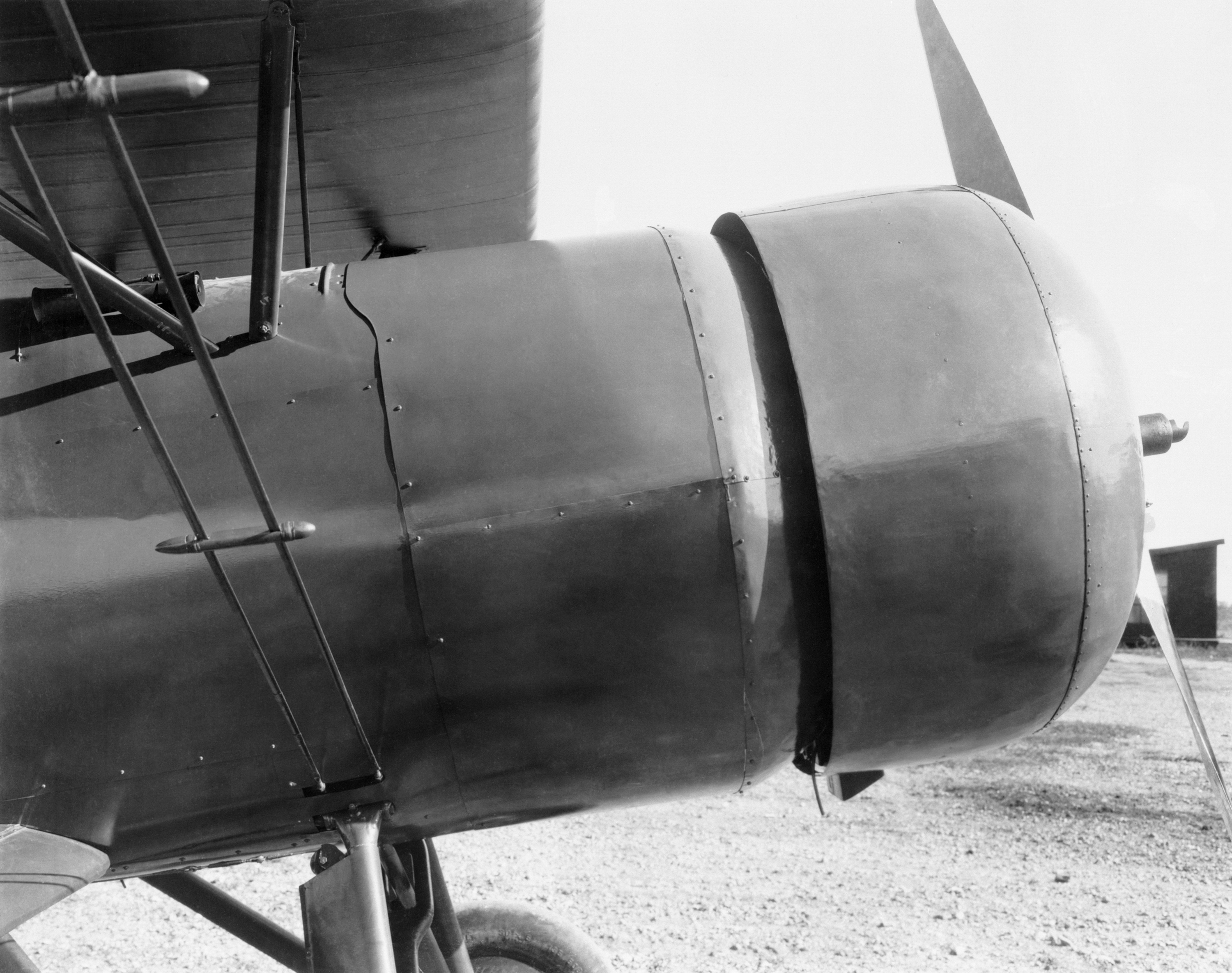
Tancament del carenat NACA sobre el AT-5A.

La Coberta NACA  és un tipus de carenat aeronàutic usat per perfilar els motors en estrella en el seu ús sobre els avions, i que fou desenvolupat per la NACA en 1927. La seva principal virtut resideix en la disminució de la resistència aerodinàmica, i a la vegada, el seu desenvolupament i instal·lació, reporta guanys sobre el consum de combustible.

## Historia i disseny
La coberta NACA, és quelcom més que un carenat per augmentar el perfil aerodinàmic, ja que a la vegada ajuda a la refrigeració de motor. La coberta millora la velocitat per la reducció del fregament aerodinàmic, i a la vegada utilitza l'aire calent de la refrigeració, per generar un increment de l'empenta. La coberta està constituïda per un perfil circular simètric aeronàutic en contraposició al perfil aeronàutic de les ales.
L'avió de proves va ser un Curtiss AT-5A Hawk, avió biplà, equipat amb un motor en estrella Wright Whirlwind J-5, i que va aconseguir una velocitat de 137 km/h equipat amb la coberta NACA, comparat amb les 118 km/h sense ella.
La coberta NACA dirigeix el flux d'aire fred cap a les parts calentes del motor, per exemple els cilindres i el més important, les culates. D'altra banda, les turbulències que es generen després que l'aire passi al voltant dels cilindres, es redueix de manera substancial. La suma d'aquests efectes, redueix la resistència aerodinàmica al voltant del 60%. El resultat de les proves van causar que la majoria dels motors en estrella van ser equipats amb aquesta coberta, a partir de 1932.

## Altres fonts
- Exhibició aeronàutica del Smithsonian Institution, Washington, D.C.